# Leptocera afra
Leptocera afra är en tvåvingeart som beskrevs av Rohacek 1991. Leptocera afra ingår i släktet Leptocera och familjen hoppflugor.
Artens utbredningsområde är Tanzania. Inga underarter finns listade i Catalogue of Life.